# Montrouziera cauliflora
Montrouziera cauliflora là một loài thực vật có hoa thuộc họ Clusiaceae.
Loài này chỉ có ở New Caledonia.

## Hình ảnh

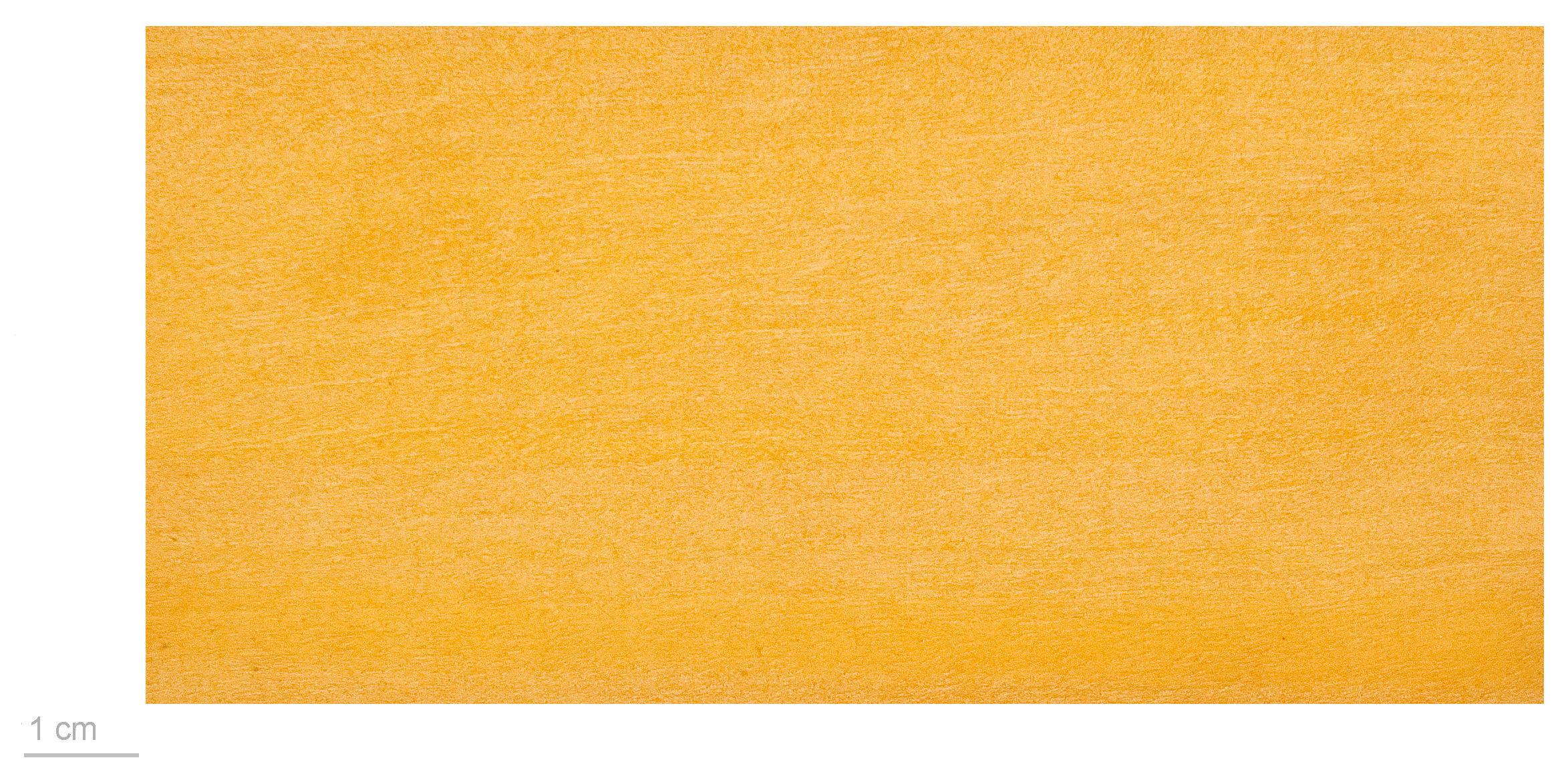